# Юргис Шауліс
Ю́ргис Шауліс (лит. Jurgis Šaulys; 5 травня 1879, Balsėnai — 18 жовтня 1948, Луґано) — литовський політик і дипломат, сиґнатор Акта про незалежність Литви від 1918 року, перший посол Литви у Польщі. Політемігрант.

## Біографія
Походив з родини сільських господарів на терені Жемайтії. Закінчив гімназію в Паланзі, потім навчався у Вільнюській духовній семінарії. Після двох років навчання перейшов до вивчення економіки в університеті у Берні (Швейцарія), де 1912 здобув ступінь доктора філософії. Повернувшись до Литви, працював у Вільнюському земському банку.
З раннього дитинства брав участь у політичній діяльності, 1902 став членом Литовської демократичної партії. Як член Таріби у 1917—1918 роках був сиґнатором Акта про незалежність Литви від 16 лютого 1918 року.
Того самого року розпочав кар'єру дипломата: став послом Литовської держави у Німеччині (Берлін), пізніше у Швейцарії (1919), Римі (1921—1923) і Ватикані (1927—1931). 1931 знову призначений послом у Німеччині (до 1938 року).
Після встановлення дипломатичних зв'язків з Польщею, Антанас Сметона призначив його послом Литовської Республіки у Варшаві, вірчі грамоти склав Президенту Ігнацію Мосцицькому 11 січня 1939 року.
Після виїзду з Варшави знову був послом Литви у Швейцарії (до 1946 року).
Не повернувся до Литви, окупованої СРСР. Помер у еміграції в Луґано.
Був масоном, належав до лож «Litwa» та «Lietuva».